# Paola Turbay
Paola Turbay Gómez (Houston, 29 de novembro de 1970), mais conhecida por Paola Turbay, é uma atriz, modelo e apresentadora de televisão americana-colombiana.

## Biografia
Paola representou a cidade de Bogotá no concurso de modelos Miss Colômbia em que ganhou no ano de 1991. Foi também vice-campeã em 1992 no concurso Miss Universo.
Após terminar seus estudos de psicologia na Universidade de los Andes, Paola incidiu sobre a sua carreira como modelo e apresentadora de jornais de notícias televisivos. Ela também fez várias aparições em filmes e séries televisivas.
Depois de alguns estudos de atriz em Hollywood, Paola estrelou em telenovelas colombianas como em Las Noches de Luciana e apareceu em filmes como The Art of Losing, Lenny, the Wonder Dog e Love in the Time of Cholera.
Em 2007, Paola interpretou Isabel Vega na série Cane da produtora CBS, a qual foi cancelada um ano depois. Em 2008, ela esteve em alguns episódios da ABC, como Californication e The Secret Life of the American Teenager como Cindy Lee.